# Geoff Pierson
Geoffrey Pierson (Chicago, 16 giugno 1949) è un attore statunitense.

## Biografia
Attivo dal 1981, è tuttavia noto soprattutto per i numerosi ruoli televisivi negli anni della maturità, in cui ha impersonato costantemente avvocati, politici e ufficiali di polizia.
In particolare è noto per i ruoli del padre di famiglia Jack Malloy, nei 100 episodi (5 stagioni) della sitcom E vissero infelici per sempre, di Thomas Matthews in Dexter in diverse stagioni della celebre serie televisiva e del presidente USA John Keeler in 24 (2003-2005).
Ha lavorato meno frequentemente anche sul grande schermo, in un paio di occasioni come caratterista con Clint Eastwood che gli affidato di nuovo il ruolo dell'avvocato difensore Hahn (Changeling) e del politico Palmer (J. Edgar).
Il portamento e il volto fiero dell'attore si sono ben evidenziate in queste circostanze, ambientate nei primi decenni del Novecento, stessa ambientazione della serie di successo di HBO Boardwalk Empire - L'impero del crimine in cui Pierson impersona la figura storica del senatore Walter Edge (1873-1956), trattato nella serie in modo libero e romanzato.

## Filmografia parziale

### Attore

#### Cinema
- Un giorno da ricordare (Two Bits), regia di James Foley (1995)
- Behind Enemy Lines - Dietro le linee nemiche (Behind Enemy Lines), regia di John Moore (2001)
- Hotdog - Un cane chiamato Desiderio (Sleeping Dogs Lie), regia di Bobcat Goldthwait (2006)
- Changeling, regia di Clint Eastwood (2008)
- Agente Smart - Casino totale (Get Smart), regia di Peter Segal (2008)
- Il papà migliore del mondo (World's Greatest Dad), regia di Bobcat Goldthwait (2009)
- J. Edgar, regia di Clint Eastwood (2011)
- Jack e Jill, regia di Dennis Dugan (2011)
- Qualcosa di buono (You're Not You), regia di George C. Wolfe (2014)
- La Missy sbagliata (The Wrong Missy), regia di Tyler Spindel (2020)

#### Televisione
- Texas – soap opera, 8 episodi (1981)
- Law & Order - I due volti della giustizia (Law & Order) – serie TV, episodi 2x08-4x22 (1991-1994)
- E vissero infelici per sempre (Unhappily Ever After) – sitcom, 100 episodi (1995-1999)
- Friends - serie TV, 1 episodio (2001)
- Sabrina, vita da strega (Sabrina, the Teenage Witch) - serie TV, 2 episodi (2001)
- West Wing - Tutti gli uomini del Presidente (The West Wing) - serie TV, episodi 4x09 - 5x01 - 5x03 (2002-2003)
- 24 – serie TV, 18 episodi (2003-2005)
- Desperate Housewives – serie TV, episodio 1x19 (2005)
- Veronica Mars – serie TV, episodi 2x04-2x07 (2005)
- Criminal Minds - serie TV, episodio 1x15 (2006)
- NCIS - Unità anticrimine (NCIS) – serie TV, episodio 4x04 (2006)
- Dexter – serie TV, 27 episodi (2006-2013)
- The Mentalist — serie TV, episodio 1x23 (2009)
- Boardwalk Empire - L'impero del crimine (Boardwalk Empire) – serie TV, episodi 1x06-1x08-2x06 (2010-2011)
- Castle – serie TV, 6 episodi (2011-2015)
- The Brink – serie TV, 10 episodi (2015)
- Designated Survivor – serie TV, 16 episodi (2017-2019)
- Grace and Frankie – serie TV, 2 episodi (2022)
- The Terminal List – serie TV, 2 episodi (2022)

### Doppiatore
- Young Justice – serie animata, 5 episodi (2012-2022)

## Doppiatori italiani
Nelle versioni in italiano delle opere in cui ha recitato, Geoff Pierson è stato doppiato da:
- Gianni Giuliano in Castle, Revenge, Suburgatory, Splitting Up Together
- Michele Kalamera in Dexter, Life, Boardwalk Empire - L'impero del crimine
- Gino La Monica in 24 (st. 4), Medium, Designated Survivor
- Stefano De Sando in E vissero infelici per sempre, Le regole dell'amore, The Brink
- Sandro Iovino ne La stanza della vendetta, Fringe, Jack & Jill
- Oliviero Dinelli in Ci pensa Beaver e in 24 (st. 3)
- Saverio Moriones in Numb3rs, Criminal Minds
- Luciano Roffi in Veronica Mars (ep. 2x07), Person of Interest
- Sergio Di Stefano in Changeling, Desperate Housewives
- Franco Zucca in In Plain Sight - Protezione testimoni (ep. 3x08), J. Edgar
- Paolo Buglioni in Law & Order - I due volti della giustizia (ep. 4x22)
- Giorgio Lopez in Friends
- Massimo Milazzo in The District
- Ennio Coltorti in Sabrina, vita da strega (ep. 6x02)
- Elio Zamuto in New York Police Department
- Roberto Certomà in West Wing - Tutti gli uomini del Presidente (ep. 4x09)
- Fabrizio Temperini in NCIS - Unità anticrimine
- Saverio Indrio in Agente Smart - Casino totale
- Luciano De Ambrosis in The Mentalist
- Pietro Biondi in In Plain Sight - Protezione testimoni (ep. 5x06)
- Mauro Magliozzi in Qualcosa di buono
- Luca Biagini in Something Borrowed - L'amore non ha regole
- Angelo Nicotra in Come sopravvivere alla vita dopo la laurea
- Michele Gammino in Homeland - Caccia alla spia
- Edoardo Siravo ne La Missy sbagliata
- Sergio Lucchetti in Grace and Frankie
- Stefano Mondini in The Terminal List